# (3473) Sapporo
(3473) Sapporo est un astéroïde de la ceinture principale découvert le 7 mars 1924 par l'astronome allemand Karl Wilhelm Reinmuth. Le lieu de découverte est Heidelberg (024). Sa désignation provisoire était A924 EG.